# Atalanta Bergamasca Calcio 1993-1994
Questa voce raccoglie le informazioni riguardanti l'Atalanta Bergamasca Calcio nelle competizioni ufficiali della stagione 1993-1994.

## Stagione

Paolo Montero, al secondo anno a Bergamo, è ormai tra i punti fermi della squadra; qui con indosso la maglia nerazzurra della stagione che porta al debutto il nuovo stemma sociale ovale.

La stagione 1993-1994 è partita per la compagine bergamasca con ottime premesse, con l'ingaggio del tecnico emergente Francesco Guidolin e di Franck Sauzée, centrocampista fresco vincitore della Champions League con l'Olympique Marsiglia, si rivela invece un completo fallimento. La squadra non decolla e lo spogliatoio si spacca rendendo obbligatorio, dopo l'11ª giornata di campionato, l'esonero dell'allenatore.
In sostituzione viene chiamato Cesare Prandelli, allenatore della formazione Primavera, il quale, non disponendo del patentino di allenatore, viene affiancato da Andrea Valdinoci. Tuttavia la situazione non cambia, rendendo la stagione una delle peggiori nella storia della società bergamasca. Uniche note positive la doppia vittoria contro l'Inter (2-1) sia in casa che a San Siro) e il lancio di numerosi giovani provenienti dalle giovanili.
In Coppa Italia la squadra orobica ha tempo di eliminare al secondo turno il Cosenza, venendo poi sconfitta agli ottavi di finale dal Torino.

## Organigramma societario
Area direttiva
- Presidente: Antonio Percassi
- Vicepresidenti: Giuseppe Percassi e Marco Radici
- Amministratore delegato: Aldo Piceni
- General manager: Carmine Gentile

Area organizzativa
- Segretario generale: Carlo Valenti e Lino Miniero
- Accompagnatore ufficiale: Maurizio Bucarelli

Area tecnica
- Responsabile tecnico: Franco Previtali
- Direttore sportivo: Giorgio Vitali
- Allenatore: Francesco Guidolin (fino all'11ª giornata), poi Cesare Prandelli e Andrea Valdinoci
- Preparatore dei portieri: Nello Malizia
- Preparatore atletico: Diamante Adelio (fino all'11ª giornata), poi Franco Mandarino

Area sanitaria
- Coord. medico-sanitario: Alfredo Calligaris
- Staff medico: Amedeo Amadeo, Paolo Amaddeo, Andrea Murnigotti, Raffaello Rossi e Agostino Sammarco
- Massaggiatori: Marco Piacezzi e Giuseppe Corna

## Rosa
| N. |                    | Ruolo | Calciatore                 |
| -- | ------------------ | ----- | -------------------------- |
|    | Italia (bandiera)  | P     | Marco Ambrosio             |
|    | Italia (bandiera)  | P     | Fabrizio Ferron (capitano) |
|    | Italia (bandiera)  | P     | Davide Pinato              |
|    | Italia (bandiera)  | D     | Pietro Assennato           |
|    | Italia (bandiera)  | D     | Tebaldo Bigliardi          |
|    | Italia (bandiera)  | D     | Nicola Boselli             |
|    | Italia (bandiera)  | D     | Andrea Capecchi            |
|    | Italia (bandiera)  | D     | Maurizio Codispoti         |
|    | Italia (bandiera)  | D     | Paolo Foglio               |
|    | Uruguay (bandiera) | D     | Paolo Montero              |
|    | Italia (bandiera)  | D     | Simone Pavan               |
|    | Italia (bandiera)  | D     | Andrea Poggi               |
|    | Italia (bandiera)  | D     | Emanuele Tresoldi          |
|    | Italia (bandiera)  | D     | Mauro Valentini            |
|    | Brasile (bandiera) | C     | Alemão                     |
|    | Italia (bandiera)  | C     | Matteo Capecchi            |
|    | Italia (bandiera)  | C     | Luciano De Paola           |

| N. |                      | Ruolo | Calciatore          |
| -- | -------------------- | ----- | ------------------- |
|    | Italia (bandiera)    | C     | Giorgio Gherardi    |
|    | Italia (bandiera)    | C     | Tomas Locatelli     |
|    | Italia (bandiera)    | C     | Oscar Magoni        |
|    | Italia (bandiera)    | C     | Giuseppe Minaudo    |
|    | Italia (bandiera)    | C     | Domenico Morfeo     |
|    | Italia (bandiera)    | C     | Pierluigi Orlandini |
|    | Italia (bandiera)    | C     | Carlo Perrone       |
|    | Francia (bandiera)   | C     | Franck Sauzée       |
|    | Italia (bandiera)    | C     | Cristiano Scapolo   |
|    | Italia (bandiera)    | C     | Marco Sgrò          |
|    | Italia (bandiera)    | C     | Alessio Tacchinardi |
|    | Italia (bandiera)    | A     | Maurizio Ganz       |
|    | Italia (bandiera)    | A     | Federico Pisani     |
|    | Italia (bandiera)    | A     | Roberto Rambaudi    |
|    | Argentina (bandiera) | A     | Leonardo Rodríguez  |
|    | Italia (bandiera)    | A     | Giampaolo Saurini   |

## Risultati

### Serie A

#### Girone di andata
| Arbitro: | Quartuccio (Torre Annunziata) |

|                                                         |           |                      |
| Scapolo 18’ Ranbaudi 32’ Ganz 46’, 83’ Villa 90’ (aut.) | Marcatori | 37’, 77’ Dely Valdes |

| Arbitro: | Boggi (Salerno) |

|                               |           |          |
| Venturin 22’ D. Fortunato 31’ | Marcatori | 79’ Ganz |

| Arbitro: | Rosica (Roma) |

|                     |           |              |
| Ganz 9’ Scapolo 53’ | Marcatori | 86’ Padovano |

| Arbitro: | Trentalange (Torino) |

|                         |           |  |
| Papin 23’ Raducioiu 52’ | Marcatori |  |

| Bergamo 19 settembre 1993 5ª giornata | Atalanta        | 0 – 0 referto | Cremonese | Stadio Comunale\| Arbitro: \| Cesari (Genova) \| |
| Arbitro:                              | Cesari (Genova) |               |           |                                                  |

| Arbitro: | Stafoggia (Pesaro) |

|                       |           |          |
| Balbo 53’ Hassler 65’ | Marcatori | 45’ Ganz |

| Arbitro: | Ceccarini (Livorno) |

|                   |           |                                          |
| Sauzée 65’ (rig.) | Marcatori | 19’, 58’ Gullit 34’ R. Mancini 64’ Platt |

| Arbitro: | Rodomonti (Teramo) |

|                                 |           |          |
| R. Baggio 56’ (rig.) Möller 60’ | Marcatori | 70’ Ganz |

| Arbitro: | Boggi (Salerno) |

|                   |           |         |
| Bucaro 43’ (aut.) | Marcatori | 41’ Roy |

| Arbitro: | Pairetto (Nichelino) |

|                                                                 |           |          |
| O. Russo 47’, 80’ Ceramicola 48’ Baldieri 65’ Notaristefano 79’ | Marcatori | 14’ Ganz |

| Bergamo 7 novembre 1993 11ª giornata | Atalanta            | 0 – 0 referto | Piacenza | Stadio Comunale\| Arbitro: \| Borriello (Mantova) \| |
| Arbitro:                             | Borriello (Mantova) |               |          |                                                      |

| Arbitro: | Luci (Firenze) |

|  |           |                     |
|  | Marcatori | 63’ Brolin 84’ Zola |

| Udine 28 novembre 1993 13ª giornata | Udinese         | 0 – 0 referto | Atalanta | Stadio Friuli\| Arbitro: \| Fucci (Salerno) \| |
| Arbitro:                            | Fucci (Salerno) |               |          |                                                |

| Arbitro: | Amendolia (Messina) |

|               |           |               |
| Orlandini 47’ | Marcatori | 17’ Di Matteo |

| Arbitro: | Pellegrino (Barcellona Pozzo di Gotto) |

|                                                    |           |  |
| Valentini 52’ (aut.) Policano 60’, 75’ Pecchia 67’ | Marcatori |  |

| Arbitro: | Bettin (Padova) |

|                        |           |              |
| Ganz 12’ Valentini 69’ | Marcatori | 11’ Skuhravy |

| Arbitro: | Beschin (Legnago) |

|                     |           |                          |
| Bergkamp 82’ (rig.) | Marcatori | 17’ Magoni 87’ Orlandini |

#### Girone di ritorno
| Arbitro: | Bazzoli (Merano) |

|              |           |               |
| Oliveira 85’ | Marcatori | 74’ Orlandini |

| Arbitro: | Nicchi (Arezzo) |

|                            |           |                                |
| Codispoti 45’ Rambaudi 55’ | Marcatori | 41’ Silenzi 73’ (aut.) Boselli |

| Arbitro: | Cesari (Genova) |

|                                                       |           |  |
| L. De Agostini 7’ De Paola 45’ (aut.) Lantignotti 58’ | Marcatori |  |

| Arbitro: | Baldas (Trieste) |

|  |           |             |
|  | Marcatori | 55’ Massaro |

| Arbitro: | Braschi (Prato) |

|                                |           |  |
| Montero 68’ (aut.) Maspero 78’ | Marcatori |  |

| Arbitro: | Pairetto (Nichelino) |

|             |           |           |
| Saurini 79’ | Marcatori | 23’ Balbo |

| Arbitro: | Stafoggia (Pesaro) |

|                              |           |               |
| Gullit 30’, 35’ Lombardo 53’ | Marcatori | 85’ Valentini |

| Arbitro: | Baldas (Trieste) |

|         |           |                                        |
| Ganz 6’ | Marcatori | 52’ A. Conte 81’ (rig.), 84’ R. Baggio |

| Arbitro: | Cesari (Genova) |

|                |           |             |
| Cappellini 34’ | Marcatori | 44’ Saurini |

| Arbitro: | Bazzoli (Merano) |

|                               |           |                                            |
| Orlandini 25’ Morfeo 81’, 87’ | Marcatori | 38’ Biondo 39’ Gerson 64’ Gazzani 90’ Ayew |

| Arbitro: | Bolognino (Milano) |

|                                                         |           |  |
| Moretti 41’ Papais 44’ (rig.) Piovani 47’ Iacobelli 83’ | Marcatori |  |

| Arbitro: | Borriello (Mantova) |

|                          |           |                     |
| Minotti 13’ Apolloni 48’ | Marcatori | 11’ (aut.) Apolloni |

| Arbitro: | Nicchi (Arezzo) |

|                          |           |               |
| G. Battistini 45’ (aut.) | Marcatori | 78’ Borgonovo |

| Arbitro: | Franceschini (Bari) |

|                       |           |               |
| Signori 66’, 76’, 90’ | Marcatori | 50’ Valentini |

| Arbitro: | Bettin (Padova) |

|           |           |          |
| Morfeo 8’ | Marcatori | 15’ Buso |

| Arbitro: | Quartuccio (Torre Annunziata) |

|                         |           |             |
| Skuhravy 32’ Ciocci 64’ | Marcatori | 19’ Saurini |

| Arbitro: | Pairetto (Nichelino) |

|                        |           |          |
| Orlandini 43’ Sgrò 83’ | Marcatori | 45’ Sosa |

## Coppa Italia
| Arbitro: | Brignoccoli (Ancona) |

|  |           |                      |
|  | Marcatori | 32’ Sauzée 88’ Pavan |

| Arbitro: | Quartuccio (Torre Annunziata) |

|                                        |           |                                           |
| Sauzée 15’ Codispoti 25’ Ganz 32’, 44’ | Marcatori | 40’ (rig.) Maiellaro 58’ (aut.) Codispoti |

| Arbitro: | Cesari (Genova) |

|  |           |                                  |
|  | Marcatori | 8’, 13’ Francescoli 35’ Aguilera |

| Torino 15 dicembre 1993 3º turno - Ritorno | Torino             | 0 – 0 | Atalanta | Stadio delle Alpi\| Arbitro: \| Bolognino (Milano) \| |
| Arbitro:                                   | Bolognino (Milano) |       |          |                                                       |

## Statistiche

### Statistiche di squadra
| Competizione | Punti | In casa | In casa | In casa | In casa | In casa | In casa | In trasferta | In trasferta | In trasferta | In trasferta | In trasferta | In trasferta | Totale | Totale | Totale | Totale | Totale | Totale | DR  |
| Competizione | Punti | G       | V       | N       | P       | Gf      | Gs      | G            | V            | N            | P            | Gf           | Gs           | G      | V      | N      | P      | Gf     | Gs     | DR  |
| ------------ | ----- | ------- | ------- | ------- | ------- | ------- | ------- | ------------ | ------------ | ------------ | ------------ | ------------ | ------------ | ------ | ------ | ------ | ------ | ------ | ------ | --- |
| Serie A      | 21    | 17      | 4       | 8       | 5       | 23      | 26      | 17           | 1            | 3            | 13           | 12           | 39           | 34     | 5      | 11     | 18     | 35     | 65     | -30 |
| Coppa Italia |       | 2       | 1       | 0       | 1       | 4       | 5       | 2            | 1            | 1            | 0            | 2            | 0            | 4      | 2      | 1      | 1      | 6      | 5      | +1  |

### Statistiche dei giocatori
| Giocatore      | Serie A  | Serie A | Serie A     | Serie A    | Coppa Italia | Coppa Italia | Coppa Italia | Coppa Italia | Totale   | Totale | Totale      | Totale     |
| Giocatore      | Presenze | Reti    | Ammonizioni | Espulsioni | Presenze     | Reti         | Ammonizioni  | Espulsioni   | Presenze | Reti   | Ammonizioni | Espulsioni |
| -------------- | -------- | ------- | ----------- | ---------- | ------------ | ------------ | ------------ | ------------ | -------- | ------ | ----------- | ---------- |
| Alemão         | 18       | 0       | ?           | ?          | 2            | 0            | ?            | ?            | 20       | 0      | ?           | ?          |
| P. Assennato   | 2        | 0       | ?           | ?          | 2            | 0            | ?            | ?            | 4        | 0      | ?           | ?          |
| T. Bigliardi   | 10       | 0       | ?           | ?          | 0            | 0            | 0            | 0            | 10       | 0      | 0+          | 0+         |
| N. Boselli     | 2        | 0       | ?           | ?          | 0            | 0            | 0            | 0            | 2        | 0      | 0+          | 0+         |
| M. Codispoti   | 17       | 1       | ?           | ?          | 3            | 1            | ?            | ?            | 20       | 2      | ?           | ?          |
| L. De Paola    | 14       | 0       | ?           | ?          | 1            | 0            | ?            | ?            | 15       | 0      | ?           | ?          |
| F. Ferron      | 26       | 0       | ?           | ?          | 3            | 0            | ?            | ?            | 29       | 0      | ?           | ?          |
| M. Ganz        | 24       | 9       | ?           | ?          | 4            | 2            | ?            | ?            | 28       | 11     | ?           | ?          |
| T. Locatelli   | 4        | 0       | ?           | ?          | 0            | 0            | 0            | 0            | 4        | 0      | 0+          | 0+         |
| O. Magoni      | 30       | 1       | ?           | ?          | 2            | 0            | ?            | ?            | 32       | 1      | ?           | ?          |
| G. Minaudo     | 26       | 0       | ?           | ?          | 3            | 0            | ?            | ?            | 29       | 0      | ?           | ?          |
| P. Montero     | 30       | 0       | ?           | ?          | 3            | 0            | ?            | ?            | 33       | 0      | ?           | ?          |
| D. Morfeo      | 9        | 3       | ?           | ?          | 2            | 0            | ?            | ?            | 11       | 3      | ?           | ?          |
| P. Orlandini   | 23       | 5       | ?           | ?          | 1            | 0            | ?            | ?            | 24       | 5      | ?           | ?          |
| S. Pavan       | 27       | 0       | ?           | ?          | 4            | 1            | ?            | ?            | 31       | 1      | ?           | ?          |
| C. Perrone     | 18       | 0       | ?           | ?          | 2            | 0            | ?            | ?            | 20       | 0      | ?           | ?          |
| D. Pinato      | 10       | 0       | ?           | ?          | 1            | 0            | ?            | ?            | 11       | 0      | ?           | ?          |
| F. Pisani      | 4        | 0       | ?           | ?          | 0            | 0            | 0            | 0            | 4        | 0      | 0+          | 0+         |
| A. Poggi       | 14       | 0       | ?           | ?          | 0            | 0            | 0            | 0            | 14       | 0      | 0+          | 0+         |
| R. Rambaudi    | 26       | 2       | ?           | ?          | 2            | 0            | ?            | ?            | 28       | 2      | ?           | ?          |
| L. Rodriguez   | 1        | 0       | ?           | ?          | 1            | 0            | ?            | ?            | 2        | 0      | ?           | ?          |
| G. Saurini     | 14       | 3       | ?           | ?          | 1            | 0            | ?            | ?            | 15       | 3      | ?           | ?          |
| F. Sauzée      | 16       | 1       | ?           | ?          | 2            | 2            | ?            | ?            | 18       | 3      | ?           | ?          |
| C. Scapolo     | 16       | 2       | ?           | ?          | 4            | 0            | ?            | ?            | 20       | 2      | ?           | ?          |
| M. Sgrò        | 12       | 1       | ?           | ?          | 2            | 0            | ?            | ?            | 14       | 1      | ?           | ?          |
| A. Tacchinardi | 8        | 0       | ?           | ?          | 2            | 0            | ?            | ?            | 10       | 0      | ?           | ?          |
| E. Tresoldi    | 9        | 0       | ?           | ?          | 0            | 0            | 0            | 0            | 9        | 0      | 0+          | 0+         |
| M. Valentini   | 24       | 3       | ?           | ?          | 2            | 0            | ?            | ?            | 26       | 3      | ?           | ?          |
| D. Zanardo     | 0        | 0       | 0           | 0          | 1            | 0            | ?            | ?            | 1        | 0      | 0+          | 0+         |